# Cadena nacional
Una cadena nacional, cadena oficial o red voluntaria es una transmisión conjunta a través de medios de comunicación, generalmente emisoras de radio y televisión, que pretende llegar a la mayor cantidad de habitantes de un Estado. Este tipo de emisiones pueden ser deportivas o religiosas, sin embargo, suelen ser de carácter político, ya que en su mayoría son mensajes de autoridades gubernamentales acerca de diferentes asuntos de interés general, así como también la transmisión de los debates electorales para las elecciones al poder ejecutivo de cada país.
Las características institucionales de la cadena nacional varían según la legislación y costumbres de cada país. Puede ser un recurso contemplado oficialmente en la legislación o usarse el nombre de forma informal, para describir una transmisión coordinada. El acople de los distintos medios a la señal de la cadena oficial puede ser, asimismo, voluntario u obligatorio. De igual manera, la cadena nacional puede utilizarse para distinto tipo de transmisiones además de los mensajes oficiales de las autoridades del Estado.

## Situación por país

### Argentina
En Argentina, el uso de la cadena nacional está regulado por el artículo 75 de la ley 26.522 de Servicios de Comunicación Audiovisual, sancionada en 2009, donde establece que el Poder Ejecutivo Nacional y los poderes ejecutivos provinciales podrán, en situaciones graves, excepcionales o de trascendencia institucional, disponer la integración de la cadena de radiodifusión nacional o provincial, según el caso, que será obligatoria
para todos los licenciatarios. El artículo 74 obliga a los licenciatarios de medios de comunicación a ceder espacios de programación a los partidos políticos durante la campaña electoral según disponga la ley correspondiente, desde el 1 de marzo, los gobernantes estarán al frente junto en el Congreso de la Nación, porque interrumpen las transmisiones de televisión y radio.
Previamente, el uso de la cadena nacional estaba contemplado en el decreto-ley 22.285 de 1980, Ley Nacional de Radiodifusión. Esta disponía, en su artículo 72, que los titulares de servicios de difusión estaban obligados a transmitir sin cargo cadenas nacionales, regionales o locales que dispusiera el Comité Federal de Radiodifusión (COMFER), antecesor de la actual AFSCA. 

Intro y Fin de la cadena nacional argentina.
INICIO: Conforme a lo establecido por el artículo 75, de la ley 26.522, de servicios de comunicación audio visual, transmiten LRA, Radio Nacional y LS82 Canal 7, Televisión Pública Argentina, junto a todas las emisoras que integran la cadena nacional de radio y televisión de todo el país, y el servicio internacional R.A.E; Radiodifusión Argentina al Exterior. Desde casa de gobierno (o) con motivo de… (conmemoración, inauguración, anuncio de nuevas medidas, etc.) habla para todo el país el señor/la señora presidente/a de la nación dr./dra. (nombre presidente) (o) ahora entonaremos las estrofas de nuestro Himno Nacional Argentino.
FIN: Conforme a lo establecido por el artículo 75, de la ley 26.522, de servicios de comunicación audio visual, transmitieron hasta aquí, LRA, Radio Nacional y LS82 Canal 7, Televisión Pública Argentina, junto a todas las emisoras que integran la cadena nacional de radio y televisión de todo el país, y el servicio internacional R.A.E; Radiodifusión Argentina al Exterior. A partir de este momento las emisoras participantes continúan con sus respectivos programas. 
Previamente a las elecciones del año 2011, el inicio era el siguiente:
A partir de este momento transmiten, LRA1 Radio Nacional Buenos Aires, y LS82 Televisión Canal 7, junto a todas las emisoras que integran la cadena nacional de radio y televisión de todo el país, y servicio internacional R.A.E; Radiodifusión Argentina al Exterior. Desde casa de gobierno (o) con motivo de…(conmemoración, inauguración, etc). Habla para todo el país la sra/el sr/ presidente/a(de los 40 millones de argentinos). Ahora la dra./dr  (nombre presidente) (o) entonaremos las estrofas de nuestro Himno Nacional Argentino.

### ChileChile
En Chile, tras el retorno a la democracia, la cadena nacional tiene carácter voluntario, invitándose a las emisoras a tomar la señal oficial. Previamente, durante la dictadura militar de Augusto Pinochet, así como en los gobiernos anteriores, era obligatoria y organizada por la Oficina de Informaciones y Radiodifusión perteneciente a la Secretaría General de Gobierno de Chile. Tras la elección presidencial de 1989, las cadenas nacionales empezaron a ser voluntarias, siendo la primera de ellas la pronunciada por el ministro del Interior de la época, Carlos Cáceres Contreras, quien reconoció el triunfo de Patricio Aylwin. Este resquicio fue aprovechado por Megavisión durante varios años, al negarse a cubrir el mensaje presidencial del 21 de mayo y, en su lugar, pasar películas de dibujos animados, así como también por La Red, al no cubrir el tedeúm ecuménico del 18 de septiembre, al ser reemplazado por dibujos animados.[cita requerida]
En el caso chileno, algunas cadenas nacionales se transmiten empleando una transmisión previa de los departamentos de prensa de los canales de televisión y radioemisoras, como ocurre los días 21 de mayo, 18 y 19 de septiembre y el cambio de mando presidencial. En todos estos casos, tras la transmisión por separado, se pone uno o más periodistas, para relatar lo que sucede previo a la llegada del Presidente de la República a una actividad que requiera su transmisión a todo el país. Al finalizar la actividad, cada canal y radioemisora, recoge las impresiones de otros participantes de la misma.
En el caso de las radioemisoras, la transmisión se hace desde una unidad móvil de audio, con sus propios periodistas, en el caso de CNN, este canal conecta su señal, tanto a una radio de su propiedad, como asociada a la compañía (como ocurre con Radio Bío Bío, para CNN Chile). El tiempo de duración de dicha transmisión, puede variar, de acuerdo a lo que se vaya a decir.[cita requerida]
En Chile se utiliza la cadena nacional para la franja electoral, espacio regulado por ley donde todas las emisoras transmiten en simultáneo propaganda electoral de los distintos partidos. La Teletón, maratón solidaria en donde varios canales de televisión y radioemisoras transmiten en forma conjunta, también puede ser considerada una forma de cadena nacional.
En el contexto de la pandemia COVID-19, se realiza el Balance Diario de COVID-19, conformado por la Autoridad Sanitaria. La cadena, se integra directamente a través de la programación del momento, sin tener que realizar un corte de programación.

### HondurasHonduras
[cita requerida]

Inicio: Por instrucciones de la Presidencia de la República, y de la comisión nacional de telecomunicaciones CONATEL, a todas las estaciones de radio, televisión, y sistemas de cable, se les solicita pasar a integrar la Gran Cadena Nacional de Radio y Televisión. Este es el (primer/segundo/tercer y último) llamado.
A Continuación con ustedes...( Alguna comisión o el Señor Presidente) con un importante mensaje a la nación. ( El mensaje de inicio tiene algunas variaciones)
El inicio de la Cadena dura 2 minutos.
Fin: Todas las estaciones de radio, televisión y sistemas de cable pueden continuar con su programación habitual, muchas gracias.

La Cadena Nacional tiene una canción de fondo exclusivamente para la Cadena Nacional de Honduras.

## Críticas

### Argentina
Durante el gobierno de Cristina Kirchner algunos medios criticaron su uso no circunscribía a los casos de "trascendencia institucional". En 2019, Fernández de Kirchner, que ejercía el cargo de Senadora Nacional por Unidad Ciudadana, en la presentación de su libro "Sinceramente" en Rosario (Argentina), dijo que no se arrepentía de las cadenas nacionales, ya que sino "los medios de comunicación no hubieran mostrado las políticas públicas de la entonces Presidente de la Nación Argentina". Durante la administración de Mauricio Macri, su uso descendió, siendo criticado por la entonces oposición por usar la cadena nacional para difundir supuestos datos falsos y criticar a los partidos de oposición.

### ChileChile
En Chile, durante el período de la Unidad Popular, algunas radioemisoras (principalmente de oposición), se descolgaban de las cadenas nacionales.

### HondurasHonduras
Otra situación similar fue la oposición, por parte de la prensa hondureña, de emitir cadenas nacionales durante el gobierno del Presidente Manuel Zelaya, por considerar que "en el pasado se usó constantemente el sistema de cadena nacional, principalmente por los gobiernos de facto, sin resultados satisfactorios".

### VenezuelaVenezuela
Las cadenas nacionales obligatorias con contenido político han sido fuertemente criticadas por algunos medios de comunicación, ya que en algunos países deben emitir contenidos que muchas veces difieren de su línea editorial. Ese fue el caso de la emisora RCTV de Venezuela, opositora a Hugo Chávez, que se negó a emitir un mensaje del gobernante en 2007, pese a que en dicho país existe la Ley de Responsabilidad Social en Radio y Televisión, que obliga a cadenas de radio y televisión a difundir informaciones del Poder Ejecutivo. En la actualidad, es transmitida casi todos los días una cadena nacional, encabezadas normalmente por Nicolás Maduro o Delcy Rodríguez.